# Mar de Mirtos
La mar de Mirtos (en grec Μυρτώο Πέλαγος, Mirtoo Pélagos) és la part de la mar Egea que banya la costa sud de la península de l'Àtica i la part oriental del Peloponès, amb les regions de Coríntia, Argòlida, Arcàdia i Lacònia. S'estén des del cap Súnion, a l'extrem de l'Àtica, fins a l'illa de Citera, i a l'est limita amb les Cíclades occidentals (Kea, Kithnos, Sèrifos, Sifnos i Melos). Pel sud connecta amb la mar de Creta, mentre que pel nord-est, a través del canal de Corint, connecta amb el golf de Corint, que és part de la mar Jònica.
S'obre en dos grans entrants a la costa grega: 
- el golf Sarònic, entre l'Àtica i l'Argòlida, on hi ha un dels extrems de l'esmentat canal de Corint. Inclou les anomenades illes Saròniques (Salamina, Egina i Hidra) i el port del Pireu, que és la sortida d'Atenes al mar;
- el golf Argòlid, entre l'Argòlida i l'Arcàdia, a l'extrem del qual hi ha el port de Nàuplia.

Aquesta mar és molt anomenada en l'antiguitat clàssica (hi fan referència, entre d'altres, Horaci, Plini el Vell i Estrabó), tot i que l'origen del seu nom és controvertit. Segons alguns, deriva de l'heroi mític Mirtil, que fou llançat al mar per Pèlops; segons uns altres, el nom ve de la donzella Mirto; finalment, es creu que pugui provenir de la petita illa de Mirtos.